# Gran Premio motociclistico di Svezia 1974
Il Gran Premio motociclistico di Svezia fu l'ottavo appuntamento del motomondiale 1974.
Si svolse il 20 e 21 luglio 1974 sul circuito di Anderstorp, e corsero tutte le classi tranne i sidecar (250 e 500 sabato 20, le restanti classi domenica 21).
Al secondo giro della gara della 500 la moto di Barry Sheene si mise di traverso: Giacomo Agostini non riuscì ad evitarla e cadde insieme al britannico, procurandosi una frattura alla clavicola. La gara terminò con la vittoria di Teuvo Länsivuori (alla sua prima vittoria in "500") davanti a Phil Read.
In 250 prima vittoria in un GP per Takazumi Katayama.
Forzatamente assente Agostini, Länsivuori vinse anche la gara della 350.
In 125 Kent Andersson vinse davanti a Henk van Kessel e Bruno Kneubühler (partito male a causa di una collisione con la moto di Ángel Nieto). Ritirati Nieto (caduta) e Otello Buscherini (grippaggio).
Nella gara della 50 dominio Kreidler, con van Kessel primo al traguardo.
In occasione del GP si svolsero anche due gare non iridate: una di sidecar 750 cm³ (vinta da Werner Schwärzel) e una di Formula 750 (vinta da Chas Mortimer).

## Classe 500

### Arrivati al traguardo
| Pos. | Pilota            | Moto      | Tempo       | Punti |
| ---- | ----------------- | --------- | ----------- | ----- |
| 1    | Teuvo Länsivuori  | Yamaha    | 49' 22" 214 | 15    |
| 2    | Phil Read         | MV Agusta | +26" 625    | 12    |
| 3    | Pentti Korhonen   | Yamaha    | +31" 756    | 10    |
| 4    | Gianfranco Bonera | MV Agusta | +35" 516    | 8     |
| 5    | Karl Auer         | Yamaha    | +55" 690    | 6     |
| 6    | Billie Nelson     | Yamaha    | +1' 32" 163 | 5     |
| 7    | Werner Giger      | Yamaha    | +1' 35" 221 | 4     |
| 8    | Víctor Palomo     | Yamaha    | +1' 35" 246 | 3     |
| 9    | Tom Herron        | Yamaha    |             | 2     |
| 10   | John Williams     | Yamaha    | +1 giro     | 1     |
| 11   | Børge Nielsen     | Yamaha    | +1 giro     |       |
| 12   | Alex George       | Yamaha    | +1 giro     |       |
| 13   | Guido Mandracci   | Suzuki    | +1 giro     |       |
| 14   | Lars Johansson    | Yamaha    | +2 giri     |       |
| 15   | Roland Nilsson    | Yamaha    | +2 giri     |       |
| 16   | Rolf Stahle       | Suzuki    | +3 giri     |       |
| 17   | Börje Andersson   | Honda     | +3 giri     |       |

### Ritirati
| Pilota           | Moto          | Motivo ritiro |
| ---------------- | ------------- | ------------- |
| Giacomo Agostini | Yamaha        | caduta        |
| Paul Smart       | Suzuki        |               |
| Ingemar Larsson  | Yamaha        |               |
| Jack Findlay     | Suzuki        | caduta        |
| Charlie Williams | Maxton-Yamaha |               |
| Bosse Granath    | Suzuki        |               |
| Barry Sheene     | Suzuki        | caduta        |
| Christian Léon   | Kawasaki      |               |
| Lars Pahlsson    | Suzuki        |               |
| Leif Gustafsson  | Yamaha        |               |
| Ernst Hiller     | König         |               |
| Johnny Bengtsson | Husqvarna     |               |

## Classe 350

### Arrivati al traguardo
| Pos. | Pilota             | Moto   | Tempo       | Punti |
| ---- | ------------------ | ------ | ----------- | ----- |
| 1    | Teuvo Länsivuori   | Yamaha | 49' 20" 594 | 15    |
| 2    | Patrick Pons       | Yamaha | +10" 629    | 12    |
| 3    | Pentti Korhonen    | Yamaha | +18" 210    | 10    |
| 4    | Dieter Braun       | Yamaha | +38" 177    | 8     |
| 5    | Mick Grant         | Yamaha |             | 6     |
| 6    | Chas Mortimer      | Yamaha |             | 5     |
| 7    | Víctor Palomo      | Yamaha |             | 4     |
| 8    | John Dodds         | Yamaha |             | 3     |
| 9    | Billie Nelson      | Yamaha |             | 2     |
| 10   | Olivier Chevallier | Yamaha |             | 1     |
| 11   | Tapio Virtanen     | Yamaha |             |       |
| 12   | Werner Giger       | Yamaha |             |       |
| 13   | Ulrich Graf        | Yamaha |             |       |
| 14   | Ingemar Larsson    | Yamaha |             |       |
| 15   | Pekka Nurmi        | Yamaha |             |       |

## Classe 250
27 piloti alla partenza, 21 al traguardo.

### Arrivati al traguardo
| Pos | Pilota            | Moto            | Tempo       | Punti |
| --- | ----------------- | --------------- | ----------- | ----- |
| 1   | Takazumi Katayama | Yamaha          | 46' 58" 052 | 15    |
| 2   | Walter Villa      | Harley-Davidson | +31" 330    | 12    |
| 3   | Patrick Pons      | Yamaha          | +38" 342    | 10    |
| 4   | Chas Mortimer     | Yamaha          | +1' 01" 857 | 8     |
| 5   | Dieter Braun      | Yamaha          | +1' 06" 801 | 6     |
| 6   | Mick Grant        | Yamaha          | +1' 23" 761 | 5     |
| 7   | Tapio Virtanen    | Yamaha          | +1' 23" 875 | 4     |
| 8   | Michel Rougerie   | Harley-Davidson | +1' 34" 948 | 3     |
| 9   | Hans Mühlebach    | Yamaha          |             | 2     |
| 10  | Kjell Solberg     | Yamaha          |             | 1     |
| 11  | Rolf Minhoff      | Maico           |             |       |
| 12  | Charlie Williams  | Yamaha          |             |       |
| 13  | Ingemar Larsson   | Yamaha          |             |       |
| 14  | Per Zachrisson    | Yamaha          |             |       |
| 15  | Eero Hyvärinen    | Yamaha          |             |       |

## Classe 125
29 piloti alla partenza, 15 al traguardo.

### Arrivati al traguardo
| Pos | Pilota            | Moto        | Tempo      | Punti |
| --- | ----------------- | ----------- | ---------- | ----- |
| 1   | Kent Andersson    | Yamaha      | 46' 01" 90 | 15    |
| 2   | Henk van Kessel   | Bridgestone | +10" 31    | 12    |
| 3   | Bruno Kneubühler  | Yamaha      | +23" 27    | 10    |
| 4   | Leif Gustafsson   | Maico       |            | 8     |
| 5   | Johann Zemsauer   | Rotax       |            | 6     |
| 6   | Rolf Minhoff      | Maico       |            | 5     |
| 7   | Lennart Lundgren  | Maico       |            | 4     |
| 8   | Matti Salonen     | Yamaha      |            | 3     |
| 9   | Roland Olsson     | Yamaha      |            | 2     |
| 10  | Ingemar Bengtsson | Delta       |            | 1     |

## Classe 50

### Arrivati al traguardo
| Pos | Pilota               | Moto     | Tempo      | Punti |
| --- | -------------------- | -------- | ---------- | ----- |
| 1   | Henk van Kessel      | Kreidler | 30' 34" 48 | 15    |
| 2   | Herbert Rittberger   | Kreidler | +8" 05     | 12    |
| 3   | Juliaan Vanzeebroeck | Kreidler | +40" 33    | 10    |
| 4   | Gerhard Thurow       | Kreidler |            | 8     |
| 5   | Otello Buscherini    | Malanca  |            | 6     |
| 6   | Ulrich Graf          | Kreidler |            | 5     |
| 7   | Rudolf Kunz          | Kreidler |            | 4     |
| 8   | Jan Huberts          | Kreidler |            | 3     |
| 9   | Stefan Dörflinger    | Kreidler |            | 2     |
| 10  | Hans-Jürgen Hummel   | Kreidler |            | 1     |
| 11  | Theo Timmer          | Jamathi  |            |       |
| 12  | Jan Bruins           | Jamathi  |            |       |

## Fonti e bibliografia
- La Stampa, 21 luglio 1974, pag. 14 e 22 luglio 1974, pag. 10
- "Moto73" n° 16 del 9 agosto 1974, su motorracehistorie.nl. URL consultato il 17 febbraio 2013 (archiviato dall'url originale il 5 aprile 2015).
- Risultati della 500 su autosport.com, su autosport.com.